# Neuer Jüdischer Friedhof (Walberberg)

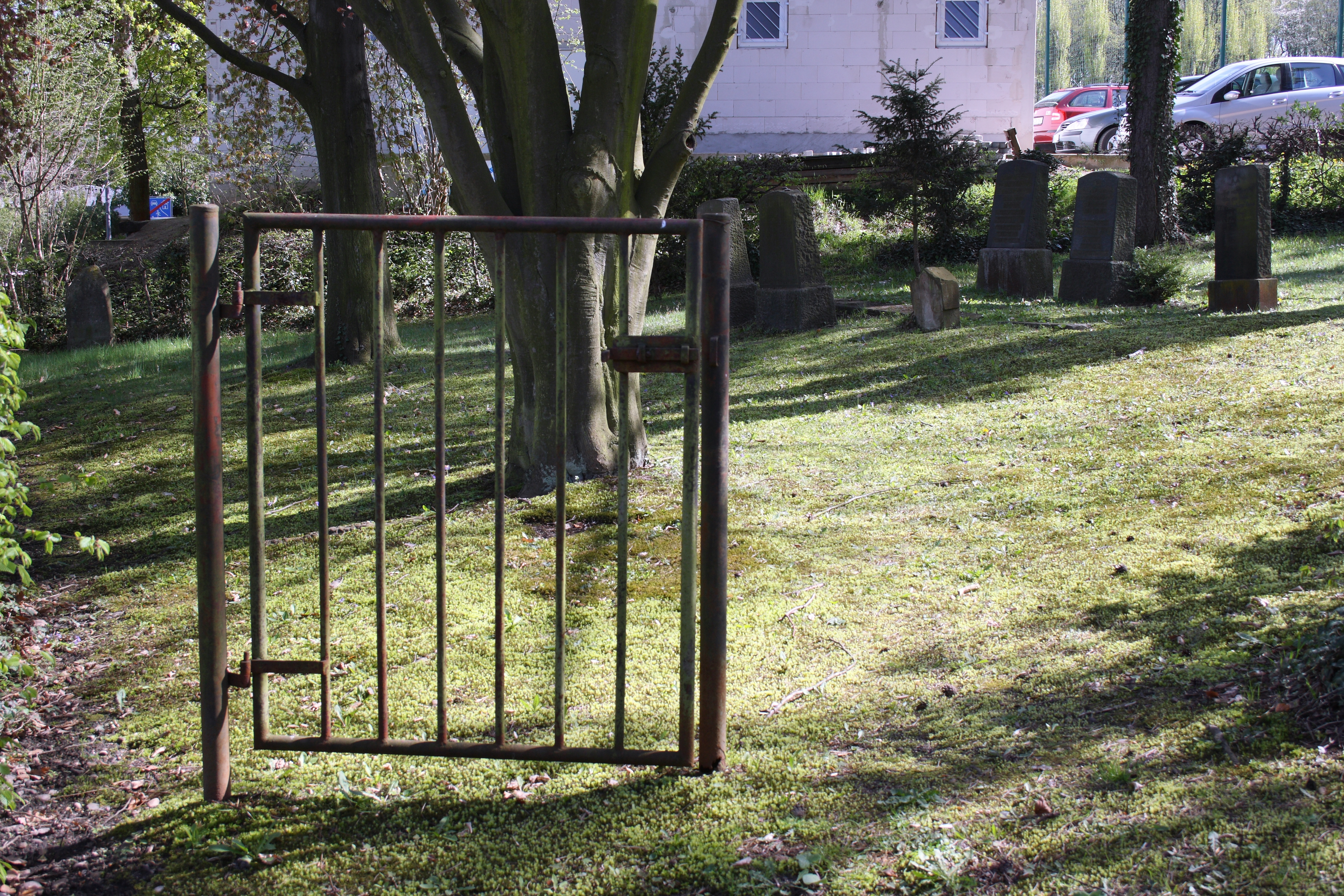
Jüdischer Friedhof in Walberberg

Der neue Jüdische Friedhof Walberberg liegt im Ortsteil Walberberg der Stadt Bornheim im Rhein-Sieg-Kreis (Nordrhein-Westfalen).
Der jüdische Friedhof wurde von 1856 bis 1932 belegt. Es sind noch acht Grabsteine (Mazewot) vorhanden. Der älteste Grabstein datiert aus dem Jahre 1813 und stammt vermutlich vom alten jüdischen Friedhof.